# Bill Evans (pianiste)
Pour les articles homonymes, voir Bill Evans et Evans.
William John Evans, dit Bill Evans, né le 16 août 1929 à Plainfield dans le New Jersey, aux États-Unis, et mort le 15 septembre 1980 à New York, est un pianiste et compositeur de jazz américain.

## Biographie

### Jeunesse
Bill Evans nait dans le New Jersey à Plainfield d’un père alcoolique d'origine galloise nommé Harry L. Evans et d’une mère, Mary Saroka Evans, d'origine rusyne et fervente orthodoxe et pianiste amateur. Tous deux mélomanes, ils lui font étudier le piano à partir de six ans et, en second instrument, le violon — qu'il abandonnera au bout de deux ans — puis la flûte quand il a 13 ans. Sa première inspiration est Harry, son frère de deux ans son aîné, qui a commencé l'étude du piano avant Bill. Ses parents possèdent de nombreuses partitions à la maison, et le jeune Bill Evans déchiffre tout ce qu'il trouve, en particulier la musique classique du XXe siècle : Claude Debussy, Igor Stravinsky et en particulier son ballet Petrouchka, et Darius Milhaud.
Adolescent, Bill Evans commence à s'intéresser au jazz, et en particulier à Bud Powell, Nat King Cole, George Shearing, Horace Silver et Lennie Tristano ; il joue dans des orchestres amateurs locaux. Il poursuit ses études musicales au Southern Louisiana College de Hammond en Louisiane dont il sort diplômé en 1950. Après un bref passage dans l'orchestre du clarinettiste Herbie Fields, il passe trois ans dans l'armée, comme flûtiste, en garnison à Fort Sheridan. Il gardera longtemps de ces années un souvenir amer.
Démobilisé en 1954, il commence à jouer et à enregistrer avec des orchestres new-yorkais mineurs, le plus connu étant l'orchestre de « variétés » dirigé par Jerry Wald, tout en prenant des cours de composition à la Mannes School of Music.

### Premiers enregistrements
Il enregistre pour la première fois aux côtés de la chanteuse Lucy Reed en 1955.
En 1955, il est remarqué par le compositeur et théoricien du « concept lydien » George Russell qui fait appel à lui pour l'enregistrement de l'album The Jazz Workshop avec son « jazz smalltet » (1956) puis du titre All about Rosie sur l'album collectif Brandeis Jazz Festival (1957). Russell et Evans se retrouveront ultérieurement pour d'autres albums : New York, N.Y. (1959), Jazz in the Space Age (1960), Living Time (1972).
En 1956, le guitariste Mundell Lowe convainc le producteur de Riverside Records Orrin Keepnews qu'il faut enregistrer un disque de Bill Evans. Le plus difficile à convaincre sera le timide pianiste lui-même, qui ne se pense pas encore prêt. Finalement, en une journée de septembre 1956, il enregistre New Jazz Conceptions en trio avec Teddy Kotick à la contrebasse et Paul Motian à la batterie. On trouve sur le disque trois compositions d'Evans : Five, No Cover, No Minimum et le futur standard Waltz for Debby. L'album est un succès critique, avec des articles élogieux dans DownBeat et Metronome, avec un article écrit par Nat Hentoff, mais l'album ne se vend qu'à 800 copies dans l'année.
Cet album et son travail avec Russell l'ayant fait connaître, Bill Evans devient un musicien de studio très demandé et de nombreux musiciens font appel à ses services dont Tony Scott, Don Elliott, Eddie Costa, Jimmy Knepper, Helen Merrill, Sahib Shihab et Charles Mingus.

### Révélation chez Miles Davis
Le grand public découvre Evans quand le trompettiste Miles Davis l'engage, entre février et novembre 1958, dans la section rythmique de son sextet avec John Coltrane et Cannonball Adderley. Inspirée par la musique guinéenne, Davis s'intéresse à la musique modale et le pianiste lui semble être le partenaire indiqué. Mais rapidement, Evans, tout comme Adderley et Coltrane, a envie de jouer dans ses propres groupes. De plus, sa position en tant que seul Blanc dans un groupe de Noirs l'expose à la critique, et il décide finalement de quitter le groupe de Miles Davis.
En décembre 1958, Evans retourne dans les studios Riverside pour enregistrer un second album en tant que leader. Il s'entoure du batteur de Davis Philly Joe Jones et du bassiste de Dizzy Gillespie Sam Jones. Sur Everybody Digs Bill Evans, le morceau le plus remarquable est Peace Piece, un morceau en piano solo de plus de six minutes basé sur un ostinato de deux accords. Sur cet album, Evans se détache de l'influence de Bud Powell et d'Horace Silver et son propre style s'y affirme.
Bien que Miles Davis ait trouvé un nouveau pour son groupe, Wynton Kelly, le trompettiste fait quand même appel à Evans pour son célèbre album Kind of Blue. Miles Davis a toujours reconnu l'importance de l'apport d'Evans pour ce disque phare du jazz modal.
Après cet intermède chez Miles Davis, Bill Evans reprend une intense carrière de sideman — qu'il n'arrêtera qu'en 1963, date de son contrat avec Verve — enregistrant avec, entre autres, Cannonball Adderley, Michel Legrand, Art Farmer, Chet Baker, Lee Konitz, John Lewis, Oliver Nelson, Kai Winding, J.J. Johnson et Bob Brookmeyer.

### Années 1960
En 1959, il forme un trio régulier avec le contrebassiste Scott LaFaro et le batteur Paul Motian. Les trois partenaires, rompant avec la tradition où contrebassiste et batteur se cantonnaient à un rôle d'accompagnement, se livrent à une véritable « improvisation à trois ». C'est cet « interplay » – cette synergie constante entre les trois musiciens – qui fait la spécificité et la modernité de ce trio.
Les trois complices enregistrent quatre disques : Portrait in Jazz (1959), Explorations (1961) et surtout deux albums mythiques issus d'une même séance au Village Vanguard de New York : Waltz for Debby et Sunday at the Village Vanguard (25 juin 1961). Scott LaFaro trouve la mort dans un accident de la route dix jours seulement après l'enregistrement de ces disques.
Profondément affecté par la mort de LaFaro, Bill Evans, même s'il continue sa carrière de sideman (albums comme accompagnateur de Mark Murphy, Herbie Mann, Tadd Dameron, Benny Golson…), n'enregistre rien en trio pendant presque un an. Sous son nom, il enregistre, en duo avec Jim Hall, l'album Undercurrent.
Il faut attendre mai 1962 pour le retrouver en studio en trio avec cette fois Chuck Israels à la contrebasse et Paul Motian à la batterie. Sont issus de ces séances les albums How My Heart Sings! et Moon Beams.
Fin 1962-début 1963, il enregistre ses derniers albums pour le label Riverside : Interplay (en quintet avec Freddie Hubbard et Jim Hall), Loose Blues (en quintet avec Zoot Sims et Jim Hall - non édité à l'époque), At Shelly's Manne-Hole (en trio avec Chuck Israels et Larry Bunker), et 13 titres en solos (The Solo Sessions : Volume 1 et 2 - non édités à l'époque). Rompant le temps d'un album avec son trio régulier, il enregistre en 1962 pour Verve, alors qu'il est encore sous contrat chez Riverside, le disque en trio Empathy dont Shelly Manne est le coleader.
Evans signe avec Verve-MGM. Pour Verve, Bill Evans va continuer à enregistrer avec ses trios réguliers, mais Creed Taylor, alors producteur du label, va le pousser à diversifier sa production : albums avec d'autres vedettes de la marque (Stan Getz, Gary McFarland…), en solo, en re-recording, avec orchestre symphonique…
Entre 1962 et 1969, le personnel du trio « régulier » d'Evans est assez souvent remanié. Entre 1962 et 1965, Chuck Israels est parfois ponctuellement remplacé à la contrebasse par Gary Peacock (Trio '64) et le vétéran Teddy Kotick. À partir de 1966 et pour 11 ans, c'est Eddie Gómez qui occupera le poste de contrebassiste.
Comme batteurs se succèdent, entre autres, Larry Bunker (Live (1964), Trio '65), Arnold Wise (Bill Evans at Town Hall, 1966), Philly Joe Jones (California, Here I Come, 1967), Jack DeJohnette (Bill Evans at the Montreux Jazz Festival, 1968) et, plus brièvement, Joe Hunt et John Dentz. En 1969, le batteur Marty Morell rejoint le trio pour y rester jusqu'en 1975.
Durant cette période, lors de tournées européennes, Evans se déplace parfois sans ses accompagnateurs réguliers et fait appel alors à des musiciens « locaux » : Palle Danielsson, Niels-Henning Ørsted Pedersen, Rune Carlsson (1965), Alex Riel (1966)…
Pendant sa période Verve, Evans enregistre avec d'autres formules que son « trio régulier ». En solo, Alone (1968). En re-recording, le remarquable Conversations with Myself (1963), puis Further Conversations with Myself (1967). Avec orchestre à cordes (sous la direction de Claus Ogerman) et trio, Bill Evans trio with symphony orchestra (1965). Avec d'autres musiciens, Gary McFarland (1962), Stan Getz (1964), Monica Zetterlund (Waltz for Debby, 1964), Jim Hall (Intermodulation, 1966), Shelly Manne (A Simple Matter of Conviction - 1966), Jeremy Steig (What's New, 1969). La « période Verve » se termine par l'album From Left to Right (1970), un enregistrement à la frontière entre le « easy listening » et le jazz, où Bill Evans, accompagné par un orchestre à cordes, utilise pour la première fois le piano électrique « Fender Rhodes ».
Il est à noter que les derniers albums d'Evans pour Verve ne sont plus produits par Creed Taylor mais par Helen Keane (agent artistique d'Evans depuis 1962). À partir de la fin du contrat avec Verve, c'est Helen Keane qui va « coacher » intégralement la carrière du pianiste. C'est elle qui sera la productrice des disques qu'Evans enregistrera pour Columbia, CTI Records, Fantasy et Warner Bros.

### Années 1970
Entre 1969 et 1975, Bill Evans se produit essentiellement avec Eddie Gómez et Marty Morell. Ce trio enregistre de nombreux albums : entre autres, Jazzhouse, You're Gonna Hear From Me (1969), Montreux II (1970), The Bill Evans Album (1971), The Tokyo concert, Half Moon Bay (1973), Since We Met, Re : Person I Knew, Blue in green (1974).
Durant cette période, Bill Evans participe à deux enregistrements assez éloignés de ses productions habituelles : Living Time, une composition expérimentale pour piano et grande formation de George Russell (1972) et Symbiosis (1974), un concerto pour piano et orchestre de « Third stream music » composé par Claus Ogerman. Il enregistre aussi à cette époque deux albums en duo avec Eddie Gómez (Intuition - 1974, Montreux III - 1975 ) et un solo (Alone (Again) - 1975). Evans enregistre aussi deux sessions (The Tony Bennett: Bill Evans Album - 1975, Together again - 1976) avec le crooner Tony Bennett. Enfin, Evans signe son ultime disque en re-recording, New Conversations (1978).
En 1976, Marty Morell est remplacé à la batterie par le discret mais subtil Eliot Zigmund. Celui-ci demeurera le dernier rythmicien à parfaitement intégrer l'univers du pianiste. Le trio ainsi composé retrouve un second souffle et enregistre I Will Say Goodbye (1977, édité début 1980) et l'élégiaque You Must Believe in Spring (1977, édité en 1981). Les trois hommes enregistrent aussi Crosscurrents (1977) avec Lee Konitz et Warne Marsh.
Eddie Gómez quitte Evans en 1978. Après avoir testé de nombreux contrebassistes (Michael Moore, Michel Donato…), Evans engage le jeune Marc Johnson. C'est à cette époque qu'est enregistré l'album en quintet Affinity avec Toots Thielemans et Larry Schneider. En 1979, Il retrouve Schneider mais avec cette fois Tom Harrell, pour un autre album en quintet, We will meet again. Pendant une brève période, le « vétéran » Philly Joe Jones occupe, une fois de plus, le poste de batteur, avant qu'Evans embauche un autre jeune musicien, Joe LaBarbera.
Il n'existe pas d'enregistrement en studio de cet ultime trio. Par contre, il a été abondamment enregistré en clubs ou en concerts (Homecoming, The Paris concert. ed. 1 & 2, Turn out the stars : the final Village Vanguard recordings, The Last Waltz, Consecration…). Tous ces enregistrements n'ont été publiés qu'après le décès du pianiste.
La musique de ce trio est le « chant du cygne » du pianiste. Il se produit pour l'avant-dernière fois en août 1980 au Molde Jazz Festival. Le 15 septembre 1980, à cinquante et un ans, souffrant d'une hépatite mal soignée, le corps usé par une trop longue addiction à la drogue (héroïne dans les années 1960-70, cocaïne à la fin de sa vie), Bill Evans meurt des suites d'une hémorragie interne.

## Style
S'il n'a jamais fait partie de l'avant-garde, Bill Evans a profondément révolutionné l'approche du trio et du piano jazz. Il a su incorporer dans son discours une certaine couleur harmonique provenant de ses influences classiques (les impressionnistes français : Fauré, Debussy et Ravel, mais aussi Chopin, Scriabine…) Son art du voicing (choix des notes pour les accords) toujours sur la partie médium-supérieure du clavier pour libérer de la place au jeu de basse de son contrebassiste, son sens des subtilités rythmiques (accentuations, polyrythmie, « displacement », etc.) et de la mélodie alliés à une extrême sensibilité font de lui un des pianistes majeurs de l'histoire du jazz,.
Son répertoire était constitué, en grande partie, de chansons de Broadway et Tin Pan Alley — dont de nombreuses valses — , qu'il reprenait inlassablement, mais il a aussi été un compositeur inspiré. Nombre de ses compositions sont devenues des standards du jazz : Waltz for Debby, Very early, Turn out the stars, Time remembered…

### Influence
Bill Evans a influencé de très nombreux musiciens de jazz, en particulier des pianistes, allant jusqu'à « faire école », avec des musiciens comme Michel Petrucciani, Andy LaVerne, Richie Beirach ou Enrico Pieranunzi. De nombreux autres musiciens revendiquent son influence, comme Jacob Collier.

## Œuvre

### Discographie
La discographie de Bill Evans est particulièrement importante. Outre les enregistrements « officiels » pour des labels comme Riverside, Verve, CTI, Columbia, Fantasy et Warner Bros Records, il existe un nombre important d'albums plus ou moins officiels.

### Compositions musicales
- B minor waltz
- Bill's belle (alias Just a beginner in love)
- Bill's hit tune
- Blue in Green (coauteur Miles Davis)
- C minor blues chase
- Carnival
- Catch the wind (alias Get yourself another fool)
- Children's play song
- Chromatic tune
- Comrade Conrad (alias Theme for Crest)
- Displacement
- Epilogue
- Five
- For Nenette (alias In april)
- Fudgesicle built for two
- Fun ride
- Funkkallero
- Funny man
- G waltz
- Here's something to you*
- Hollywood* (écrit avec Claus Ogerman)
- Interplay
- It's love, it's Christmas
- It must be love*
- Knit for Mary F.
- Laurie (alias The dream)
- Letter To Evan
- Loose Bloose
- Maxine
- My bells
- NYC's : no lark
- One for Helen
- Only child
- The opener
- Orbit (alias Unless it's you)
- Peace Piece
- Peri's scope
- Prologue
- Re : person I knew
- Remembering the rain
- Show type tune (alias Tune for a lyric)
- A simple matter of conviction
- Since we met
- Song for Helen
- Story line
- Sugar plum* (coauteur John Court)
- Theme : what you gave (alias Don't count your dreams till they come true!)
- There came you
- These Things Called Changes
- 34 skidoo
- Tiffany
- Time remembered
- Turn out the stars
- Twelve tone tune (alias T.T.T.)
- Twelve tone tune two (alias T.T.T.T)
- The two lonely people (alias The man and the woman)
- Very early
- Walkin' up
- Waltz for Debby
- Waltz in Eb
- We will meet again
- Yet ne'er broken
- Your story

Notes : les titres suivis d'un * sont absents du « Bill Evans fake book ». Certains titres improvisés en studios n'ont pas été retenus (exemples : No cover, no minimum et Time out for Chris ne sont que des blues improvisés, Are you all the things? est une improvisation spontanée sur la grille harmonique de All the Things You Are…)
Selon Peter Pettinger, Evans aurait écrit, lors de ses études, des lieders sur des textes de William Blake mais il n'existe ni enregistrement ni partition de ces œuvres.

### Partitions de musiques
La grande majorité des partitions des compositions de Bill Evans (60 morceaux sous forme de « lead sheets ») ont été compilées dans l'ouvrage :
- Pascal Wetzel. Bill Evans fake book. TRO - The Richmond Organization, 1996  (ISBN 0634023896) On trouvera chez le même éditeur et chez Hal Leonard de nombreux recueils de transcriptions  (The artristry of Bill Evans, Bill Evans plays standards, The 70's…)
- Le volume 45 de la méthode pédagogique Jamey Aebersold (partitions + Cd où une section rythmique joue les accompagnements) est consacré à la musique de Bill Evans.

## Hommages

### Compositions ou albums en hommage à Bill Evans
- Pat Metheny et Lyle Mays rendent hommage à Bill Evans sur leur album As Falls Wichita, So Falls Wichita Falls. Le morceau September Fifteenth, dont la date évoque sa date de décès le 15 septembre 1980, lui est dédiée.
- En 2010 parait l'album The Touch of Your Lips – Tribute to Bill Evans de Manuel Rocheman.
- le pianiste Alain Jean-Marie et le contrebassiste Diego Imbert enregistrent en duo l'album Interplay-The Music of Bill Evans, paru en 2020.

### Autres hommages ou allusions
- En astronomie, est nommé en son honneur (6007) Billevans, un astéroïde de la ceinture principale découvert en 1990[7].
- Le romancier Christian Gailly fait plusieurs références à Bill Evans dans son roman Un soir au club, Les Éditions de minuit  (ISBN 2-7073-1884-1).
- Le poète français Jacques Réda a écrit plusieurs poèmes en hommage au pianiste : Tombeau de Bill Evans (cinq poèmes : Displacement, Conversations With Myself, Peace Piece, Interplay et Explorations, in Jacques Réda, L'improviste II : Jouer le jeu, Gallimard, coll. « Le Chemin », 1985, 216 p. (ISBN 9782070704057).
- Bruno Krebs a écrit un portrait littéraire du pianiste : Bruno Krebs, Bill Evans live, L'Arpenteur, 2006 (ISBN 2-07-077500-3).
- Owen Martell a écrit un roman racontant « l'année de silence » de Bill Evans : Owen Martell, Intermède, Autrement, 2013 (ISBN 978-2-74673-368-8).

#### Textes de Bill Evans
Bill Evans est l'auteur de la préface de la biographie de Bud Powell écrite par Francis Paudras : La Danse des infidèles : Bud Powell à Paris, L'Instant, 1988, 528 p. (ISBN 978-2869290488).

#### Monographies consacrées à Bill Evans
- Alain Gerber, Bill Evans, Paris, Fayard, 2001, 360 p. (ISBN 2-213-60878-4).
- (en) Chuck Israels, Bill Evans : A musical memoir, Musical Quarterly, 1985.
- (en) Peter H. Larsen, Turn out the stars, P. Larsen, 1984.
- (en) Gene Lees, Bill Evans : A biography, Thorndike Press, 2000.
- (ja) Yasuki Nakayama, Listen To Evans, Goma Books, 2007, 341 p. (ISBN 978-4-86212-024-3).
- (de) Hans E. Petrick, Bill Evans, Oreos, 1989.
- (en) Peter Pettinger, Bill Evans : How my heart sings, Yale university press, 1998, 346 p. (ISBN 0-300-09727-1, lire en ligne).
- Enrico Pieranunzi (trad. de l'italien par Danièle Robert), Bill Evans : Portrait de l'artiste au piano, Pertuis, Rouge Profond, coll. « Birdland », 2004, 157 p. (ISBN 2-915083-05-3).
- Jack Reilly, The harmony of Bill Evans, Hal Leonard - Volume 1, 1994 ; Volume 2, 2009
- (en) Keith Shadwick, Everything happens to me, Publisher group west, 2002.
- (ja) Hiroki Sugita, Bill Evans discography, 2002 (ISBN 4-7866-0040-7).
- (en) Laurie Verchomin, The big love : life and death with Bill Evans, auto-édition, 2010, 144 p. (ISBN 978-1-4565-6309-7).

#### Autres
On trouvera des informations sur le « premier trio » dans :
- Helene LaFaro-Fernandez, Chuck Ralston, Jeff Campbell & Phil Palombi. Jade visions : the life and music of Scott Lafaro. University of North Texas Press, 2009  (ISBN 9781574412734)

#### Numéros spéciaux de périodiques
DownBeat
- (en) « Bill Evans: Intellect, emotion, communication », décembre 1960.
- (en) Gene Lees, « Inside the new Bill Evans Trio », novembre 1962.
- (en) Dan Morgenstern (int.), « Bill Evans: The art of playing », octobre 1964.
- (en) John A. Tynan, « Natural flow: The Bill Evans Trio », juin 1965.
- (en) Brian Priestley, « Bill Evans: Ronnie Scott Club, London », octobre 1968.
- (en) Sammy Mitchell, « Caught in the act: Bill Evans, El Matador, San Francisco », mai 1971.
- (en) Leonard Feather, « Blindfold Test », mars 1976.
- (en) « Bill Evans: Constant yet changing », octobre 1979.

Jazz Hot
- « Dossier Bill Evans », no 206, février 1965.
- François Postif (int.), no 282, avril 1972.
- Alex Dutilh, « Les basses de Bill », no 316, 1975.
- Michel Ruppli, « Discographie de Bill Evans » no 353, septembre 1978.
- Laurent Godet, « Bill Evans ou la révolution tranquille » no 354, octobre 1978.
- Daniel Goyonne, Gérard Arnaud, no 376, octobre 1980.

Jazz Magazine
- Jean-Louis Ginibre (int.), « Il parle, le trio dont on parle », no 116, mars 1965.
- Alain Gerber, « Bill Evans : Universel et controversé », no 173, 1969.
- Alain Gerber, « Défense et illustration de Bill Evans », no 174, 1969.
- Daniel et Sybille Soutif (int.), no 236, septembre 1975.
- Jean-Louis Ginibre (int.), « Conversation avec Bill Evans », no 290, octobre 1980.
- Paul Benkimoun, « Ce qu'inventait Evans », no 396, septembre 1990.
- « Bill Evans : 20 ans après : dossier spécial », Jazzman no 61, septembre 2000.
- « Bill Evans : 30 ans après : la légende intacte », Jazz Magazine/Jazzman no 618, octobre 2010.

Contemporary Keyboard
- (en) mars 1977[précision nécessaire].
- (en) « Bill Evans: The essence of jazz piano », juin 1980.

Autres publications
- Plusieurs numéros de la revue japonaise Swing Journal sont consacrés au pianiste : no 5 de mai 1979, no 4 de 1999, no 3 de 2002, no 1 et 11 de 2003, no 1 de 2004, no 1 et 6 de 2006, no 1 de 2008, no 6 de 2010.
- Le Jazzophone, no 7, avril 1980.
- Article de Brian Hennessey, discographie établie par Peter H. Larsen, Jazz Journal, mars 1985.
- IAJRC Journal, janvier 1986.
- Entre 1988 et 1994, le contrebassiste et historien Win Hinkle a édité un fanzine consacré à la musique de Bill Evans, Letter from Evans[8].
- JazzTimes, « Bill Evans: Another time », février 1997.
- Musica Jazz, « Speciale Bill Evans », juin 1997.
- Jazz Improv, « Bill Evans », vol. 3, no 1, 2000.
- Jazz UK, « Bill Evans: Magic Touch », septembre 2005.

### Filmographie
- The universal mind of Bill Evans (DVD Rhaspody films) Sur ce film documentaire de 1966, réalisé pour l'émission du pianiste et critique Steve Allen, le pianiste explique son approche du piano jazz et de la musique en général à son frère Harry.
- The 1965 London Concerts (impro jazz) Deux émissions, présentées par Humphrey Lyttelton, enregistrées par la BBC en 1965.
- But Beautiful (Nocturne)
- European Nights : 1964-1971 (Impro Jazz)
- The Evolution of a trio : 1971-1979 (Jazz Music Performances)
- Live '64-75 (Jazz Icons)
- Live in Iowa : 1979 (Jazz Music Performance) alias Jazz at the Maintenance Shop : 1979 (Rhapsody Films)
- Monterey jazz festival : '75 (Nocturne)
- Rome concert, 1979 (Impro Jazz)
- The Oslo concerts (Shanashie) alias Live in Oslo, 1966 (Impro Jazz)
- Waltz for Debby (Nocturne)

De très nombreuses vidéos « inédites » (provenant généralement d'émissions télévisées) sont consultables sur les sites « communautaires » de diffusions de vidéos.
- Un documentaire en français de 52 minutes a été diffusé sur la chaine Arte le 7 décembre 1996 dans le cadre de la série « Jazz Collection » : Bill Evans par Paul Goldin.
- Le pianiste Antoine Hervé a publié un DVD d'un « concert commenté » où il présente et analyse la musique de Bill Evans : La leçon de Jazz : Bill Evans : Turn out the stars (RV product, 2013)

#### Entretiens avec Bill Evans
- (en) Sur jazzprofessional.com
- (en) Sur users.deltatre.net
- (en) Interview audio sur stevehillis.com
- (en) Interview audio sur npr.org par Marian McPartland)

#### Article sur Bill Evans par des musiciens
- (en) Article de Chuck Israels